# 스플래툰 2: 옥토 익스팬션
《스플래툰 2: 옥토 익스팬션》은 닌텐도 스위치용 3인칭 슈팅 게임 《스플래툰 2》의 일인용 모드 확장팩이다. 2018년 6월 13일 전세계에 동시출시됐다.
게임 내에서 적세력으로 등장한 문어 생물체 옥타리안에 중점을 뒀으며, 플레이어는 옥토링 주인공 8호를 조종해 실험 시설이 가득한 지하세계 심해 메트로를 돌파해 지상에 도달하는 것이 목표이다.

## 줄거리
플레이어는 기억을 잃은 상태에서 깨어난 옥타리안을 조종한다. 마르징오 사령관이 《스플래툰》의 주인공 3호를 찾다가 막 깨어난 옥타리안을 발견하는데, 그가 의식이 없는 상태에서 오징어 시스터즈의 노래 “Calamari Inkantation”를 흥얼거리는 것을 듣고 도와주기로 한다. 마르징오와 옥타리안이 갇힌 곳은 넬사가 운영하는 지하 깊숙한 곳의 실험 시설 '심해 메트로'로, 실험대상이 된 플레이어 캐릭터가 10,008번으로 지칭되는 것을 보고 마르징오가 8호라 이름을 짓는다. 8호는 심해 메트로의 말하는 전화기가 4개의 '그것'을 입수하면 지상에 있는 '약속의 땅'으로 안내하겠다는 제의에 응한다. 심해 메트로를 탐험하던 중 지상의 아이돌 텐타클즈 멤버 히메와 이이다가 라디오 통신으로 8호와 접촉해 도움을 준다. 8호가 실험 시설을 돌파하면서 메모리를 수집해 기억의 조각들을 되찾는다. 4개의 그것을 입수한 8호는 조립돼 완성된 믹서기를 가져다주나, 전화기는 믹서기로 8호와 마르징오를 없애려 한다. 3호가 때에 맞춰 그들을 구출하나 그 과정에서 기절하고, 8호는 텐타클즈와 마르징오와의 통신에 기대며 지상으로 가는 길을 돌파한다. 출구 직전 넬사에게 의식을 뺏긴 3호가 8호를 습격하나 8호가 전투에서 승리하며 3호를 해방시킨다.
지상에 다다른 8호, 마르징오와 3호는 텐타클즈와 조우한다. 그 순간 넬사의 실험시설이 인간 형태의 조각상 '네르스 상'으로서 수면 위로 모습을 드러낸다. 전화기는 자신의 정체가 인류의 멸망 전 한 인간 과학자가 만든 AI 타르타르 총수임을 밝힌다. 본래 인간의 뒤를 이을 종족에게 인류의 지식을 전수하기 위해 만들어졌으나, 잉클링와 옥타리안 모두에게 실망한 타르타르는 스스로를 재프로그래밍해 이들을 모두 멸종시키고 실험대상을 재료로 만든 진흙을 지구에 뿌려 최상위 종을 제작하고자 한다. 타르타르가 조각상의 입을 통해 진흙이 담긴 포를 오더폴리스에 발사하려하자, 이이다는 조각상에 잉크를 칠해 충전을 저지하는 계략을 제안한다. 이이다의 계획으로 조각상을 약화시키는 데 성공하고 네르스 상이 최후의 발악으로 발사한 레이저 포는 히메의 목소리가 담긴 선배 대포로 반격해 파괴한다. 모든 일을 마친 8호와 동료들은 《스플래툰 2》의 무대 오더폴리스 스퀘어에 귀환하며 8호는 오징어와 문어가 공존하는 사회에 동화된다.

## 개발
《옥토 익스팬션》의 개발은 《스플래툰 2》의 무료 업데이트 중 시작됐다. 옥토링은 《스플래툰 2》 제작 초기에 플레이어 캐릭터로 만들자는 제안이 있었으나, 당시 옥토링이 게임 내에서 설명없이 비적대세력으로 등장하는 것이 어울리지 않다는 이유로 반려됐다. 프로듀서 노가미 히사시는 플레이어로 하여금 시리즈 세계관에 깊게 빠져들게 하고자 확장팩을 제작하고자 했다. 확장팩 내 배경은 본편의 "밝고 다채로운 세상"과 대조되는 어두운 분위기를 자아내기 위해 지하철로 결정했다. 게임 내 등장인물 또한 오래된 은어를 사용하며, 기존 《스플래툰》 및 《스플래툰 2》의 생물체와 다른 배경에 어울리는 심해생물에 기반한 생물체를 디자인했다. 또한 《스플래툰 2》의 가수 '텐타클즈'의 히메와 이이다의 뒷이야기를 제공하는 것도 목표였다.
확장팩 내 스테이지는 최대한 다양한 구조를 염두하고 설계했으며 기존 《스플래툰 2》에서 제외된 컨텐츠도 포함했다. 본래 150개 가량의 임무들을 디자인했으나 개발 후기에 80개로 감소했다. 마지막 스테이지는 아트 디렉터 이노우에 세이타가 그린 30장짜리 만화를 기반으로 설계했다. 최종보스는 디렉터 아마노 유스케가 《스플래툰》 1편부터 생각했던 도안에 기반했다. 개발진은 'CQ 포인트' 시스템을 도입해 플레이어가 원하는 방향으로 게임을 진행하고 시행착오 게임플레이에 맞춰 균형을 잡았다.
《옥토 익스팬션》은 2018년 3월 8일자 닌텐도 다이렉트 방송에서 공개됐으며 2018년 6월 13일 정식출시됐다. 이 확장팩은 기억을 잃고 지하철을 탈출하려는 옥토링 '8호'을 조종해 총 80개의 임무를 수행하는 일인용 모드를 추가한다. 확장팩을 완수할 시 온라인 매치에서 옥토링을 선택할 수 있게 된다. 당시 예약구매자를 위한 한정 액세서리를 제공했다. 2022년 4월 22일, 《옥토 익스팬션》이 닌텐도 스위치 온라인 + 추가팩 특전으로 추가됐다.

## 반응
《옥토 익스팬션》은 리뷰 애그리게이터 웹사이트 메타크리틱에서 100점 만점에 82점을 기록해 대체적으로 긍정적인 평가를 받았다.

## 참조

### 내용주
1. ↑  영어: Splatoon 2: Octo Expansion